# Maxinquaye
Maxinquaye е дебютният албум на английския актьор и музикант Трики, издаден през 1995 година. Продължавайки творческата линия на колегите му от Бристол „Масив Атак“, Maxinquaye е мрачен, мистериозен албум, комбиниращ хип-хоп, соул, дъб, рок и електронна музика. Мартина Топли-Бърд, тогавашната приятелка на Трики, изпълнява част от вокалите. Албумът е посрещнат с добро отношение от повечето музикални критици. Счита се за част от трип-хоп движението.
Списък на песните:
1. Overcome – 4:28
2. Ponderosa – 3:30
3. Black Steel – 5:39
4. Hell Is Round the Corner – 3:46
5. Pumpkin – 4:30 (с участието на Алисън Голдфрап)
6. Aftermath – 7:37
7. Abbaon Fat Tracks – 4:26
8. Brand New You're Retro – 2:54
9. Suffocated Love – 4:52
10. You Don't – 4:39
11. Strugglin' – 6:38
12. Feed Me – 4:02